# Åke Hans

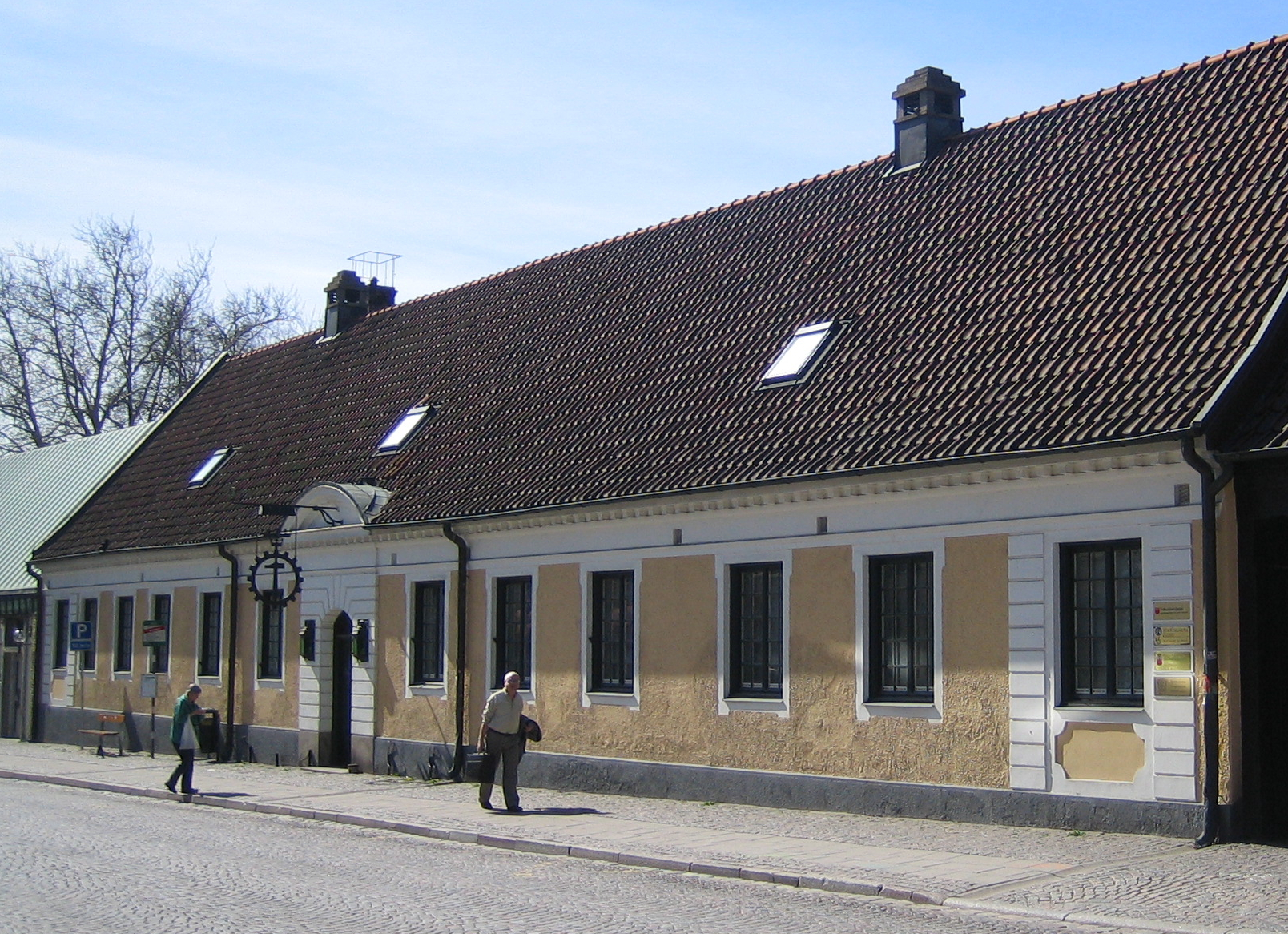
Åke Hans forna lokaler på Bredgatan.

Åke Hans var det periodvis officiella, periodvis inofficiella, namnet på en idag inte längre existerande krog på Bredgatan i Lund. Krogen, vilken fick sitt namn efter krögaren Åke Hansson, är känd bland annat som stamtillhåll för August Strindberg under dennes lundavistelser.

## Byggnader
Åke Hans låg inrymt i ett alltjämt kvarstående gathus på Bredgatan 5, ursprungligen uppfört 1798 av medicinprofessorn Johan Henric Engelhart. Huset var ursprungligen i korsvirke men fick efter en ombyggnad under arkitekten Theodor Wåhlin 1913-1915 spritputsad fasad i gult. Wåhlin lät också förändra interiören 1936.
På fastighetens innergård fanns ursprungligen olika typer av ekonomibyggnader (stall, svinstia, vedbod et cetera), Sedan Fabriks- & Hantverksföreningens i Lund år 1901 blivit ägare till tomten uppförde den 1902-1903 på innergården en tvåvånings tegelbyggnad med kontors- sammanträdes- och representationslokaler för den egna verksamheten. Bland åtskilliga välbevarade utsmyckningar i denna byggnad märks bland annat två väggmålningar av Gösta Adrian-Nilsson.
Gårdsbebyggelsen har senare kompletterats med en sommarrestaurang (1965) och kommunala kontorslokaler (2008); se härom nedan.

## Historik

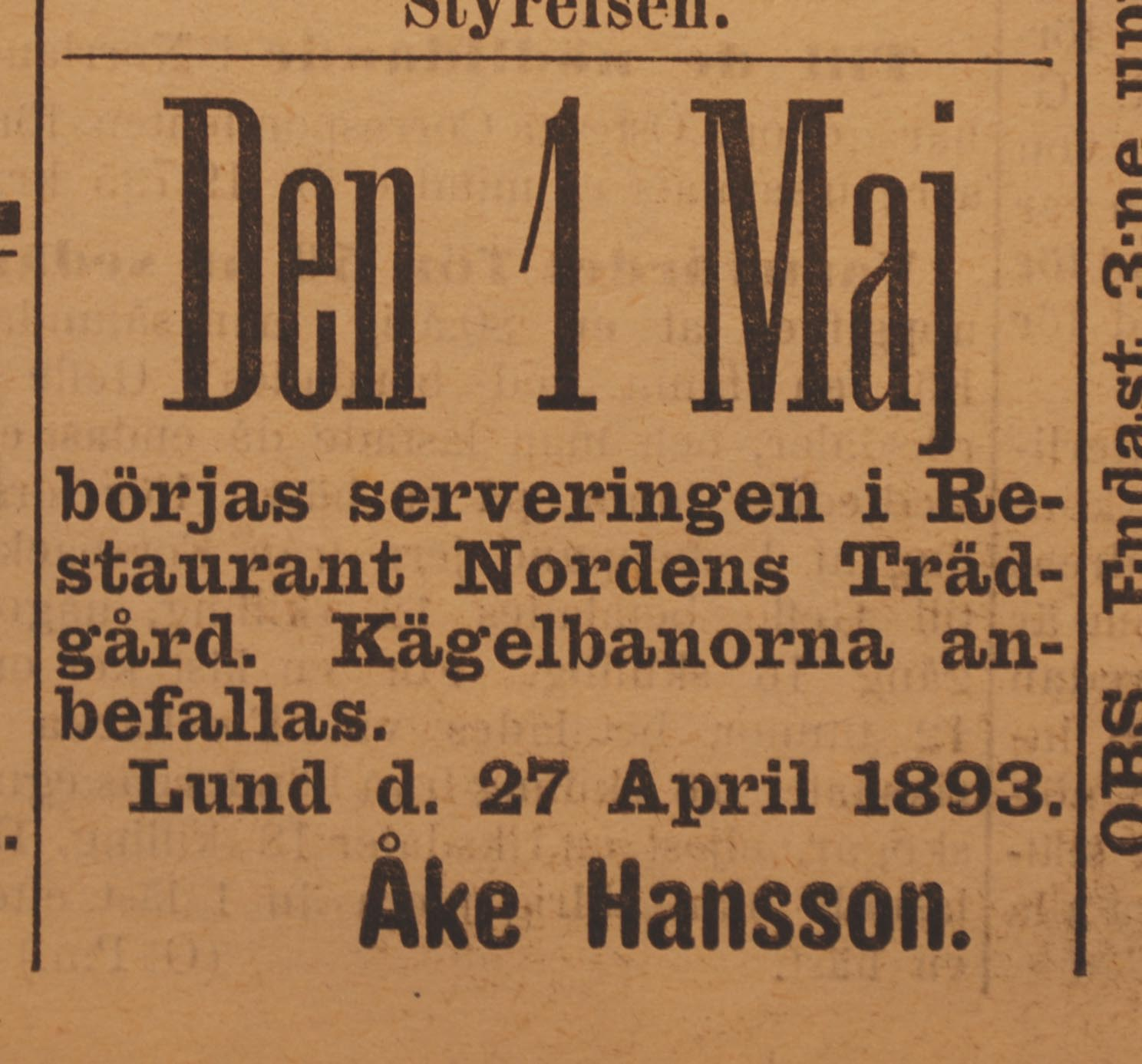
Annons för det årliga säsongsöppnandet av Åke Hans' trädgårdsservering (från Folkets Tidning 27 april 1893).

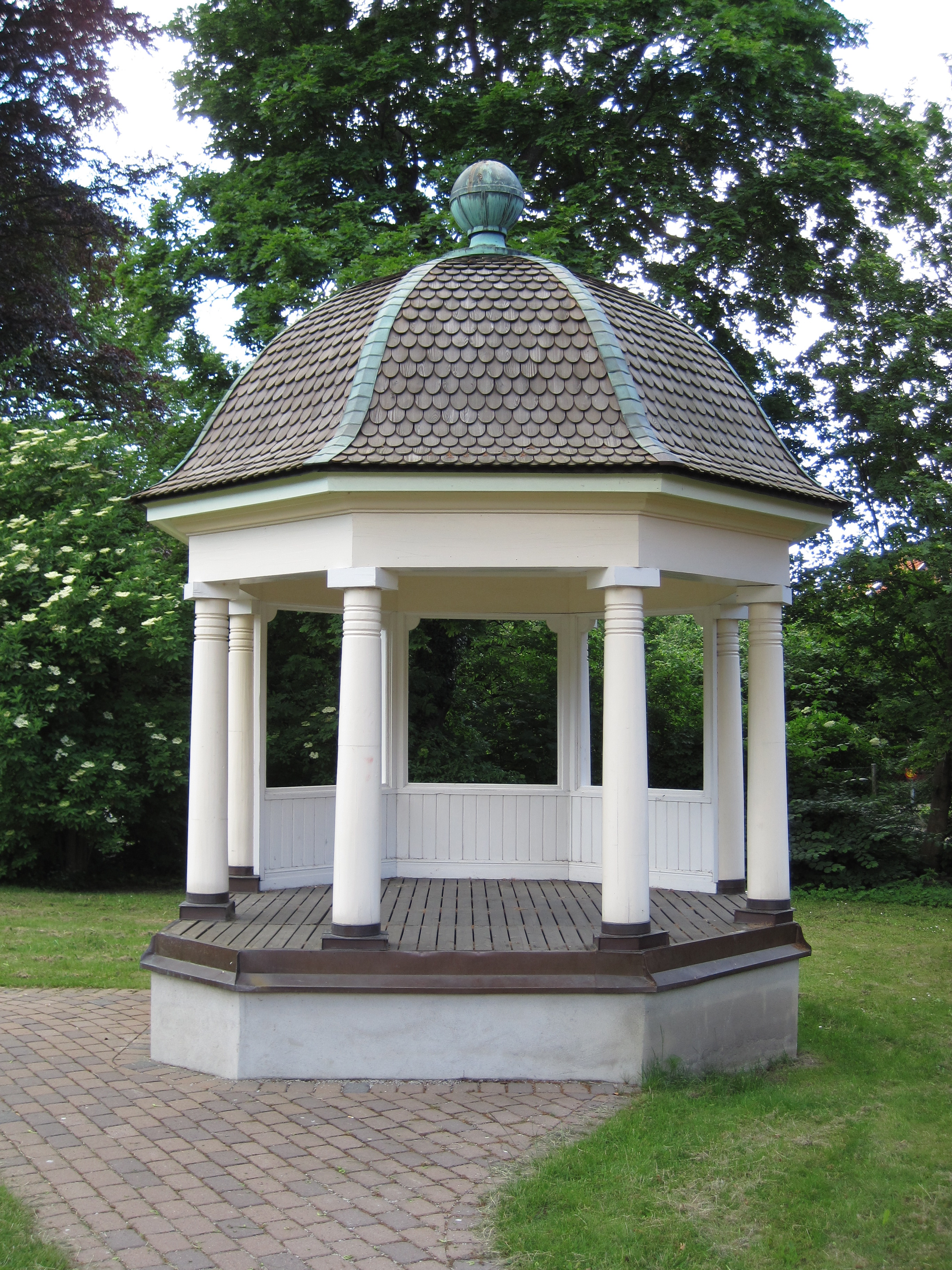
Den bevarade trädgårdspaviljongen från Åke Hans' storhetstid på 1890-talet.

Det blivande Åke Hans öppnade 1850 under namnet "Rydins" efter dåvarande krögaren Svenning Rydin. Efter ett antal ägarbyten kom krogen från 1887 att drivas av den från Stångby stammande Åke Hansson (1836-1899), under vars ledning den nådde sin största berömmelse. Krogens officiella namn var vid denna tid "Norden", men i folkmun uppkallades den raskt efter en kortform av innehavarens namn. 
Åke Hansson satsade bland annat särskilt på restaurangens trädgård, vilken öppnade den 1 maj varje år, och där det utöver servering i det fria bjöds på två kägelbanor, krocketplan och levande musik från en ännu bevarad (men något flyttad) paviljong. Kvällstid upplystes trädgården av marschaller och kulörta lyktor.
Efter Hanssons död 1899 övertogs krogdriften under ett par år av dennes dotter Betty, vilken 1901 dock sålde hus och rörelse till Fabriks- & Hantverksföreningen. Det officiella namnet på etablissemanget ändrades därvid till "Industrirestaurangen", men benämningen "Åke Hans" kvarstod i folkmun och blev i sinom tid även det formella namnet.
En andra guldålder upplevde krogen under krögaren Malte Ek åren 1955-1971. Ek lät bland annat 1965 bygga en ny byggnad kallad "Fakiren" inne på gården. Byggnadens namn togs efter författaren Axel Wallengrens alter ego Falstaff, fakir; Wallengren skulle nämligen enligt legenden ha planterat det träd som växte alldeles utanför den nya anläggningen. "Fakirens" källarvåning döptes i sin tur till "Laxmanssalen" efter den Poul Laxman som i slutet av medeltiden ägt tomten där restaurangen låg. I samband med denna tillbyggnad förlades den ordinarie restaurangverksamheten till nybygget medan det äldre gathuset omvandlades till renodlad festvåning. 
Efter Eks tid övertogs rörelsen av ett engelskt institut, vilket förvandlade den till en pub. Denna drabbades dock 1976 av en anlagd brand, eventuellt anlagd av en av institutets egna ledamöter. Ett kortare försök att driva krogverksamheten vidare skedde efter branden, men uppgavs snart. I dag disponeras den gamla huvudlokalen mot gatan av Folkuniversitetet, samt gymnasial utbildning i LBS Lunds regi, medan "Fakiren" utgör kontorslokaler för Lunds kommuns Kommunikationsavdelning, vilken också uppfört en ny ytterligare byggnad inne på gården.
Även om ingen restaurangverksamhet har ägt rum i lokalerna på flera decennier heter busshållplatsen utanför lokalen alltjämt "Åke Hans".

## Strindberg och andra kända stamgäster
Utanför Lund är Åke Hans troligen mest känt som stamtillhåll för August Strindberg under dennes lundavistelser i slutet av 1890-talet. Detta sammanföll med Strindbergs ockulta period, då han intresserade sig för spiritism, teosofi och alkemi, och hans litterära produktion från denna tid - främst Ockulta dagboken och Legender - innehåller ett flertal noteringar om övernaturliga händelser eller andra uttryck för "makternas" spel, vilka utspelar sig på Åke Hans. Hit hör bland annat att Strindberg vid ett tillfälle upplever att han blivit osynlig medan han hämtar mat vid restaurangens smörgåsbord. Vid ett annat tillfälle berättar han om hur hans bordskamrat Waldemar Bülow finner något som liknar en likmask i sin kyckling efter att tidigare ha skämtat om en bekants död. 
Bülow (i Legender kallad "min klentrogne vän") hörde till Strindbergs regelbundna umgänge i Lund och på Åke Hans i synnerhet. Till denna krets hörde även Bengt Lidforss (i Legender kallad "Martin") och andra i Lund kvarvarande medlemmar av det så kallade Tuakotteriet. 
En något senare känd stamgäst på Åke Hans var Frank Heller, vilken i boken Leva livet lundensiskt givit en vällustig skildring av tillvaron på framför allt krogens uteservering.

## Övrigt
Åke Hans är ett av de klassiska näringsställen i Lund som besjungs i Skånska Nationernas madavisa från 1920.